# Einhornia arctica
Einhornia arctica är en mossdjursart som först beskrevs av John Borg 1931.  Einhornia arctica ingår i släktet Einhornia och familjen Electridae. Inga underarter finns listade i Catalogue of Life.